# Montluel
Montluel ist eine französische Kleinstadt mit 6879 Einwohnern (Stand 1. Januar 2022) im Département Ain in der Region Auvergne-Rhône-Alpes. Sie gehört zum Arrondissement Bourg-en-Bresse und zum Kanton Meximieux. Sie ist Verwaltungssitz des Kommunalverbandes Côtière à Montluel.

## Geografie

### Lage
Die Gemeinde Montluel liegt an der Sereine, etwa 15 Kilometer nordöstlich von Lyon in der Landschaft Côtière, die im Norden in die Seenlandschaft Dombes übergeht und im Süden von der Rhône begrenzt wird. Das Siedlungsgebiet von Montluel geht im Osten nahtlos in das der Gemeinde Dagneux über, im Südwesten in das Gebiet der Gemeinde La Boisse. Diese Siedlungsachse hat sich seit den 1960er Jahren durch die Nähe zu Lyon und nahe dem Autobahnkreuz Autoroute A42/Autoroute A432 und der Ansiedlung vieler Unternehmen rasant entwickelt.

### Nachbargemeinden
Umgeben ist Montuel von den Nachbargemeinden Birieux, Le Montellier und Sainte-Croix im Norden, Pizay im Nordosten, Dagneux im Osten, La Boisse im Südwesten sowie Tramoyes, Mionnay, Saint-André-de-Corcy und Saint-Marcel im Nordwesten.

## Bevölkerungsentwicklung
| Jahr                       | 1962 | 1968 | 1975 | 1982 | 1990 | 1999 | 2009 | 2021 |
| Einwohner                  | 2785 | 3442 | 4604 | 5450 | 5954 | 6454 | 6913 | 6838 |
| Quellen: Cassini und INSEE |      |      |      |      |      |      |      |      |

## Sehenswürdigkeiten
- Kirche Notre Dame des Marais
- Kapelle St. Bartholomäus
- Kirche Saint-Barthélemy im Ortsteil Jailleux
- Kirche Saint-Martin im Ortsteil Romanèche
- Kirche Saint-Romain im Ortsteil Cordieux
- Schlossruine
- Château de la Gentile
- Schloss Bellevue
- Schloss Romanèche
- Schloss Sepey
- Wasserturm

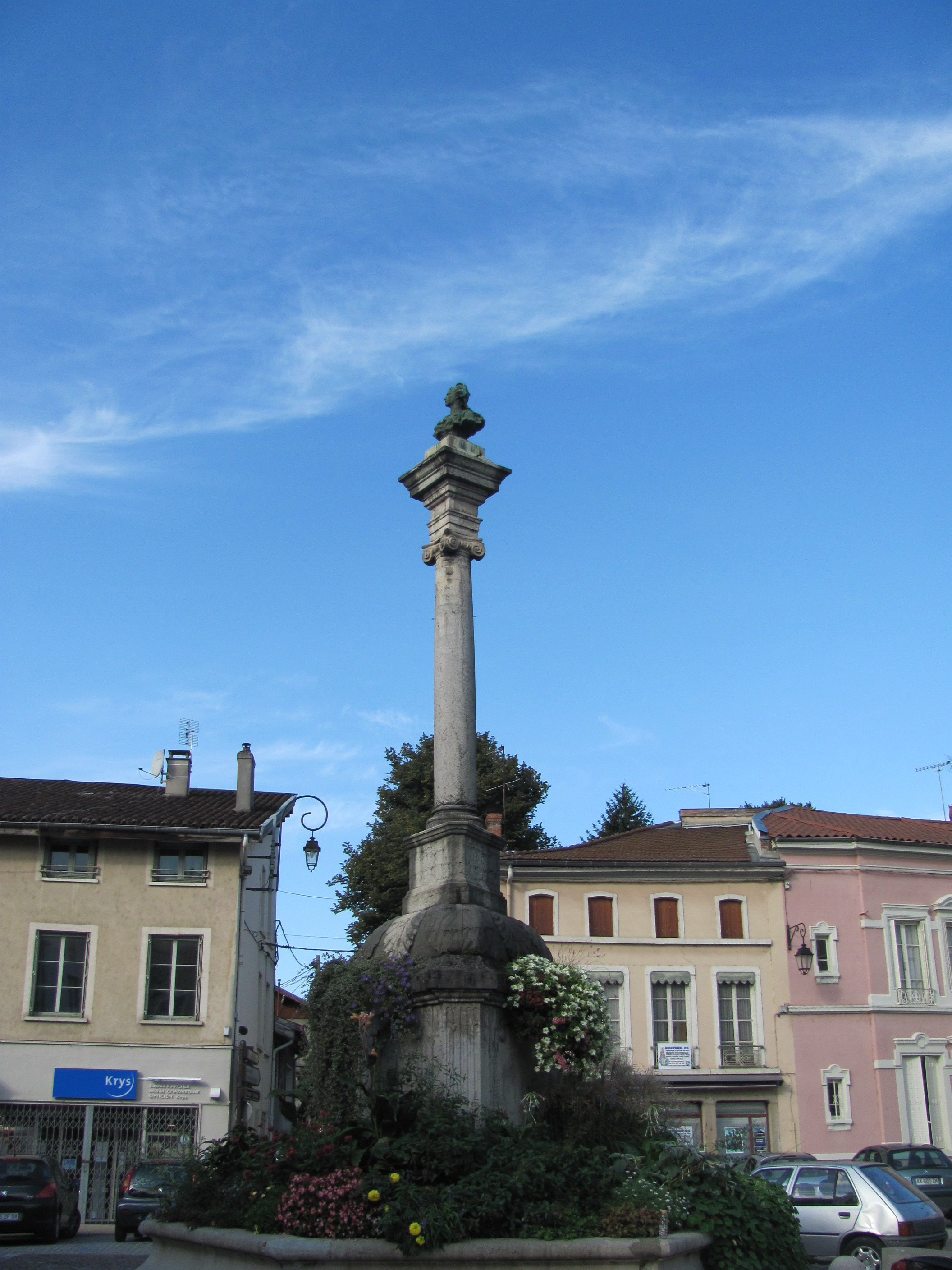
Place Colbert
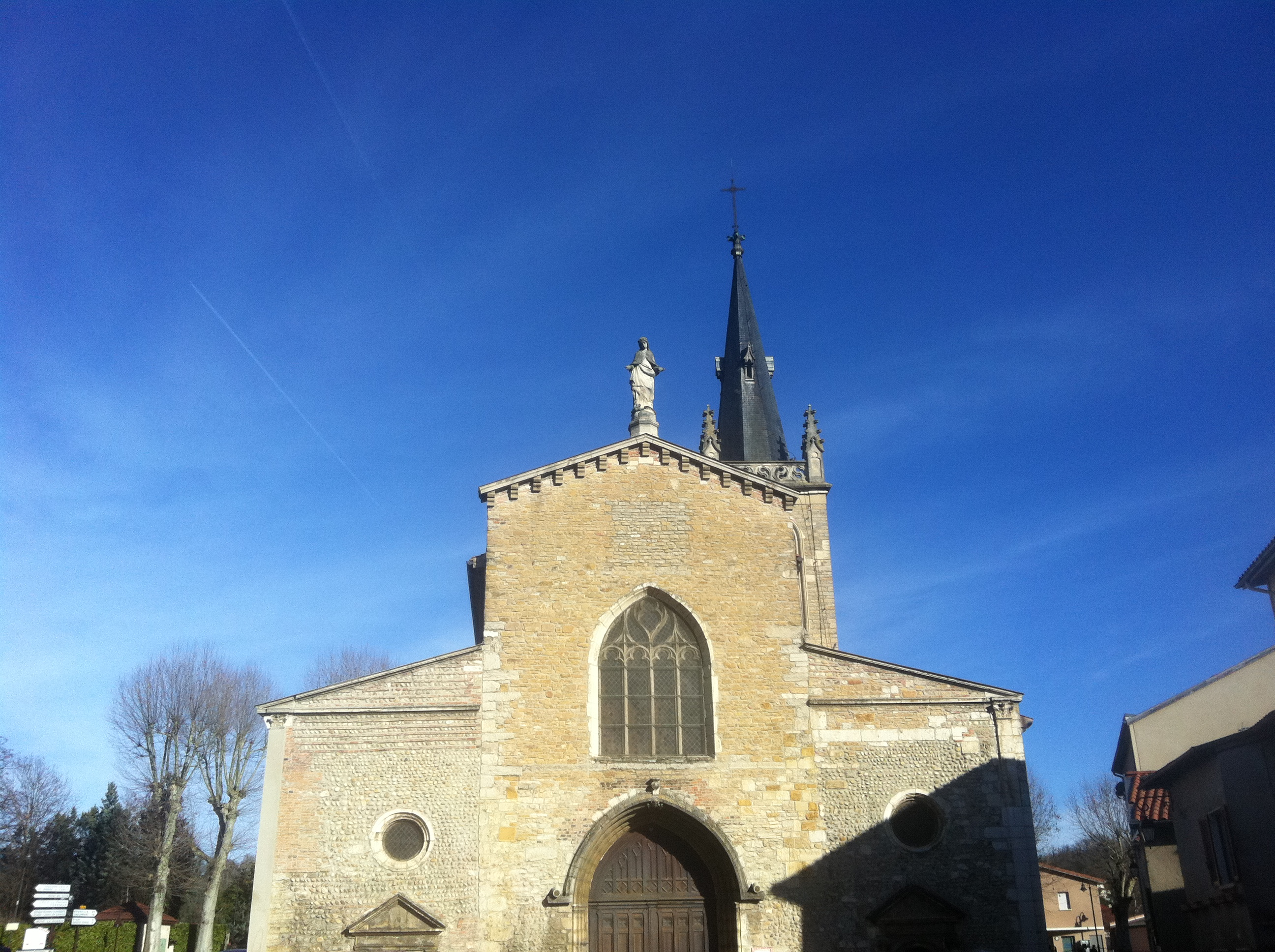
Kirche Notre Dame des Marais
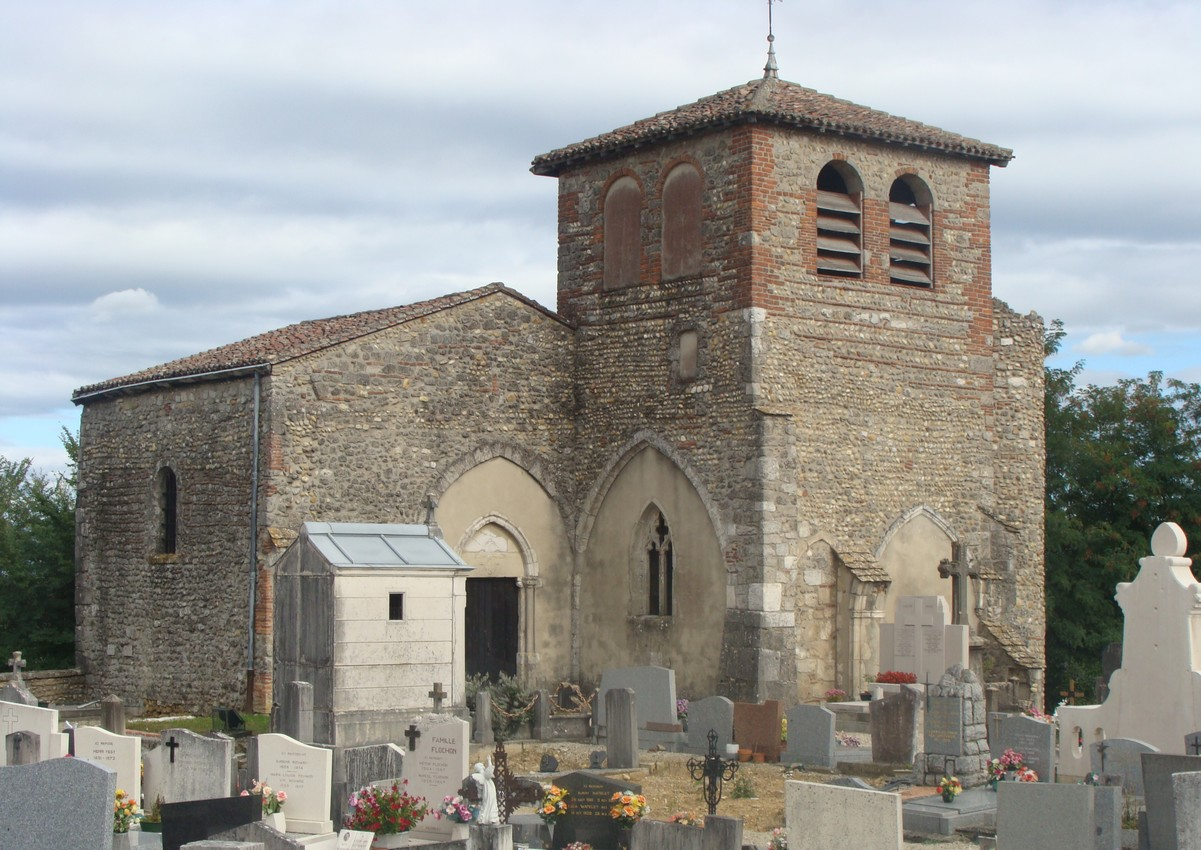
Kapelle St. Bartholomäus
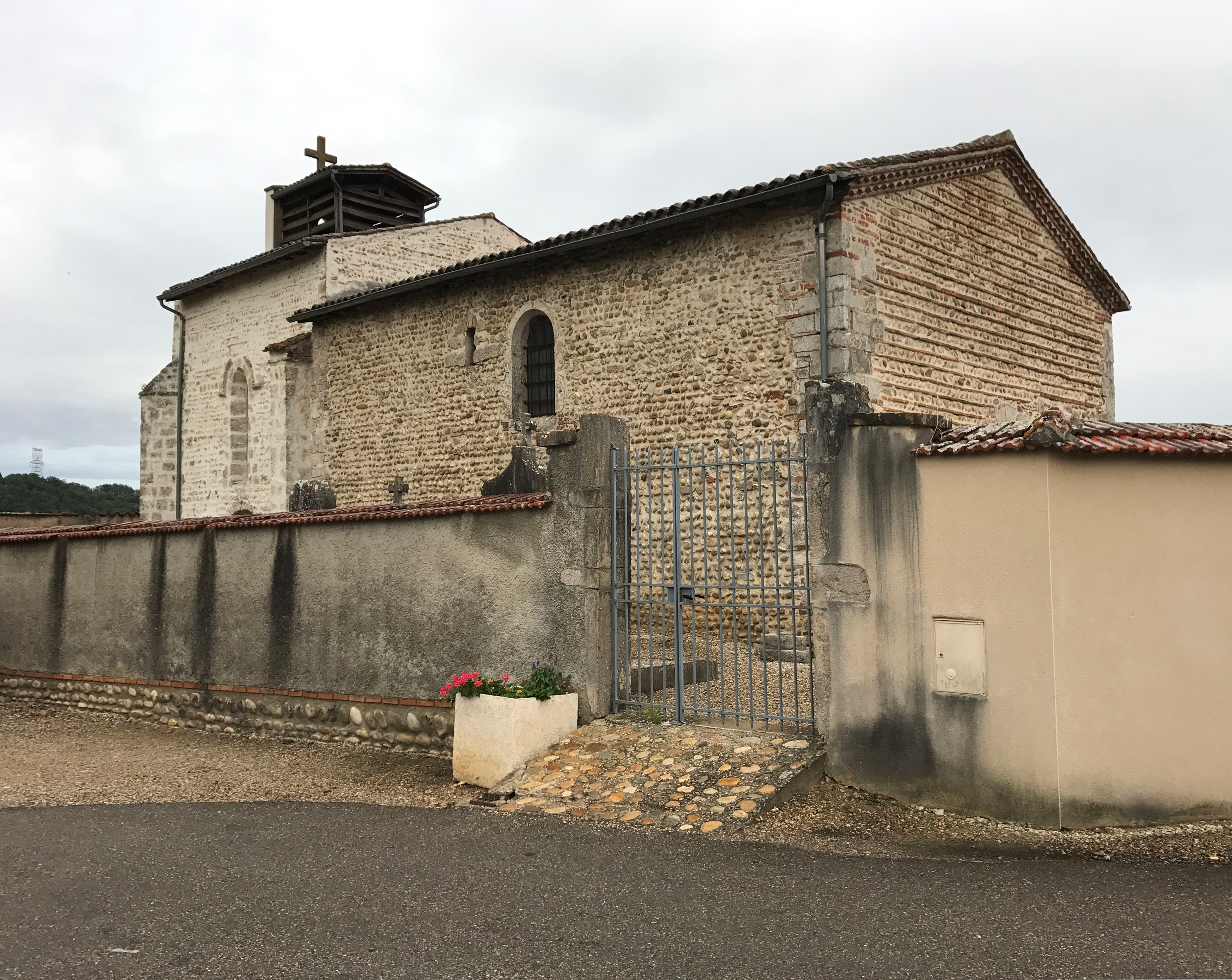
Kirche Saint-Barthélemy in Jailleux
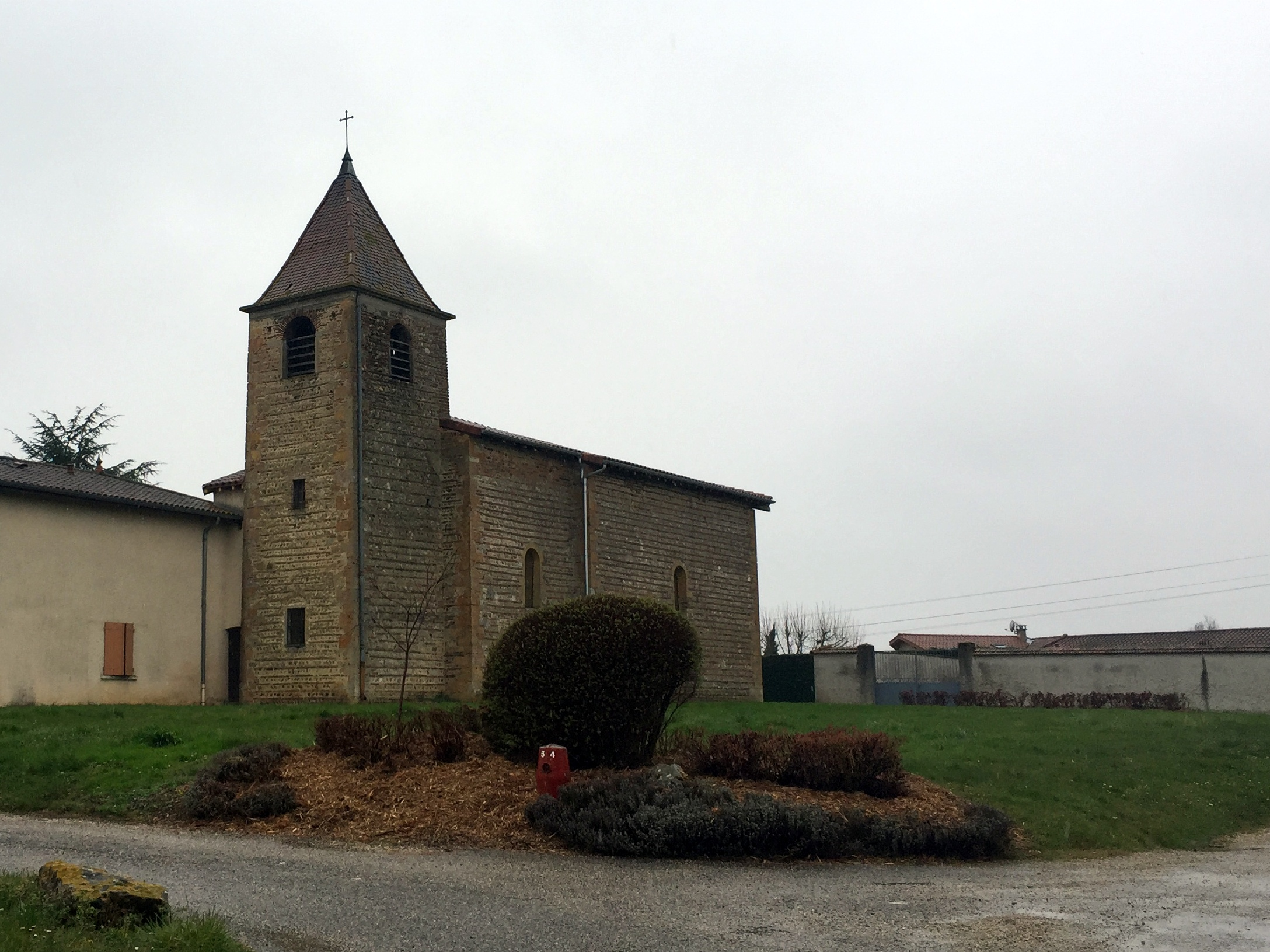
Kirche Saint-Martin in Romanèche

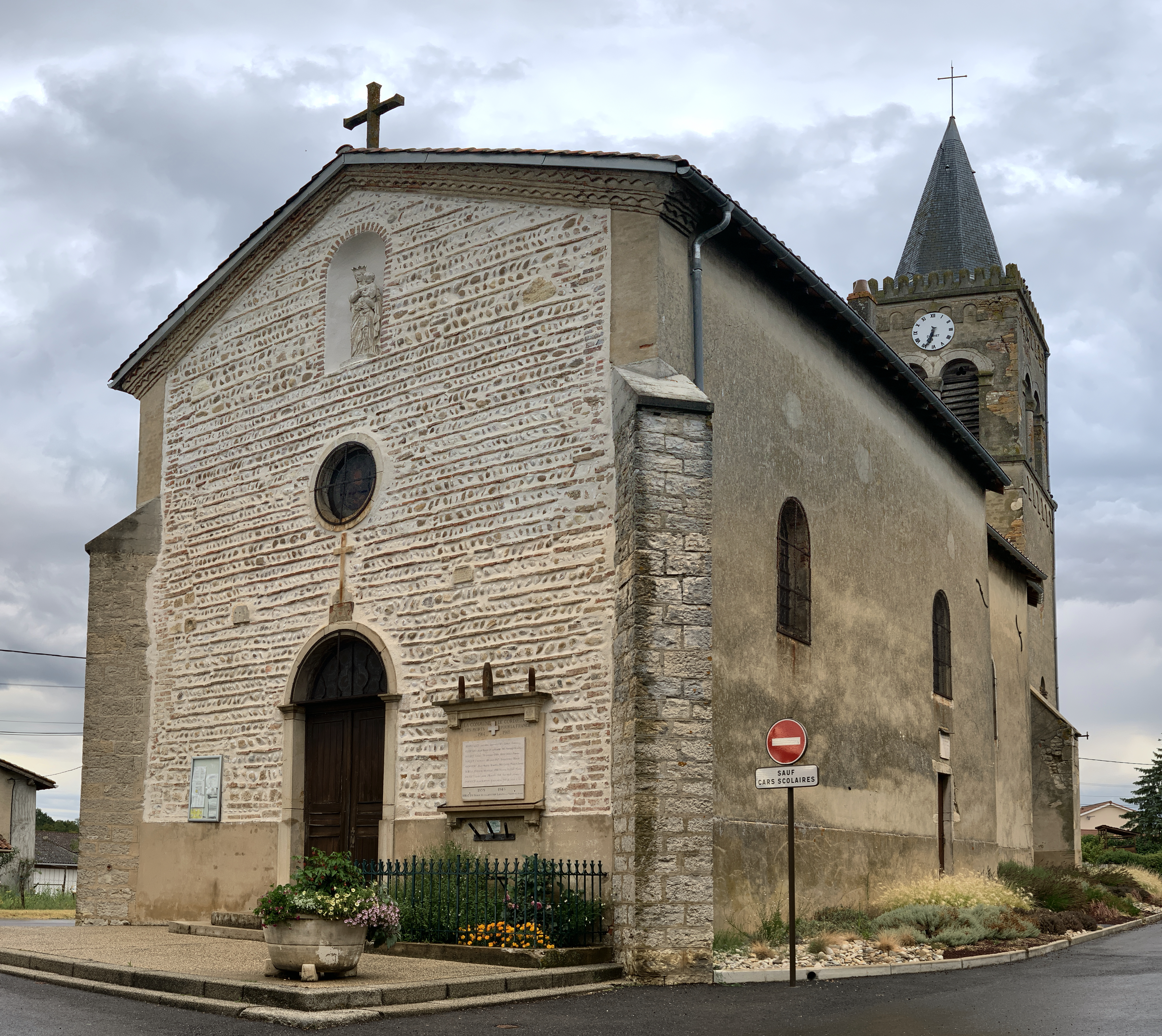
Kirche Saint-Romain in Cordieux
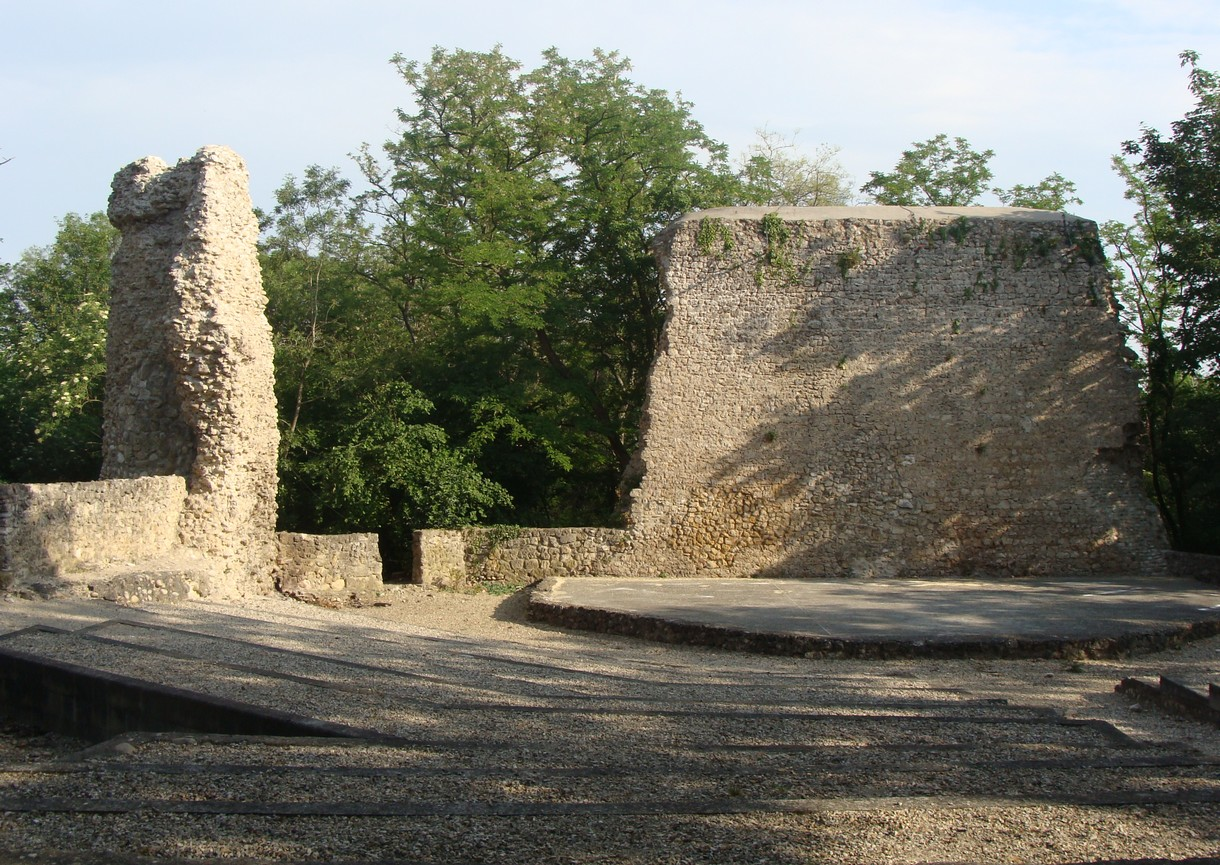
Ruine des Schlosses Montluel
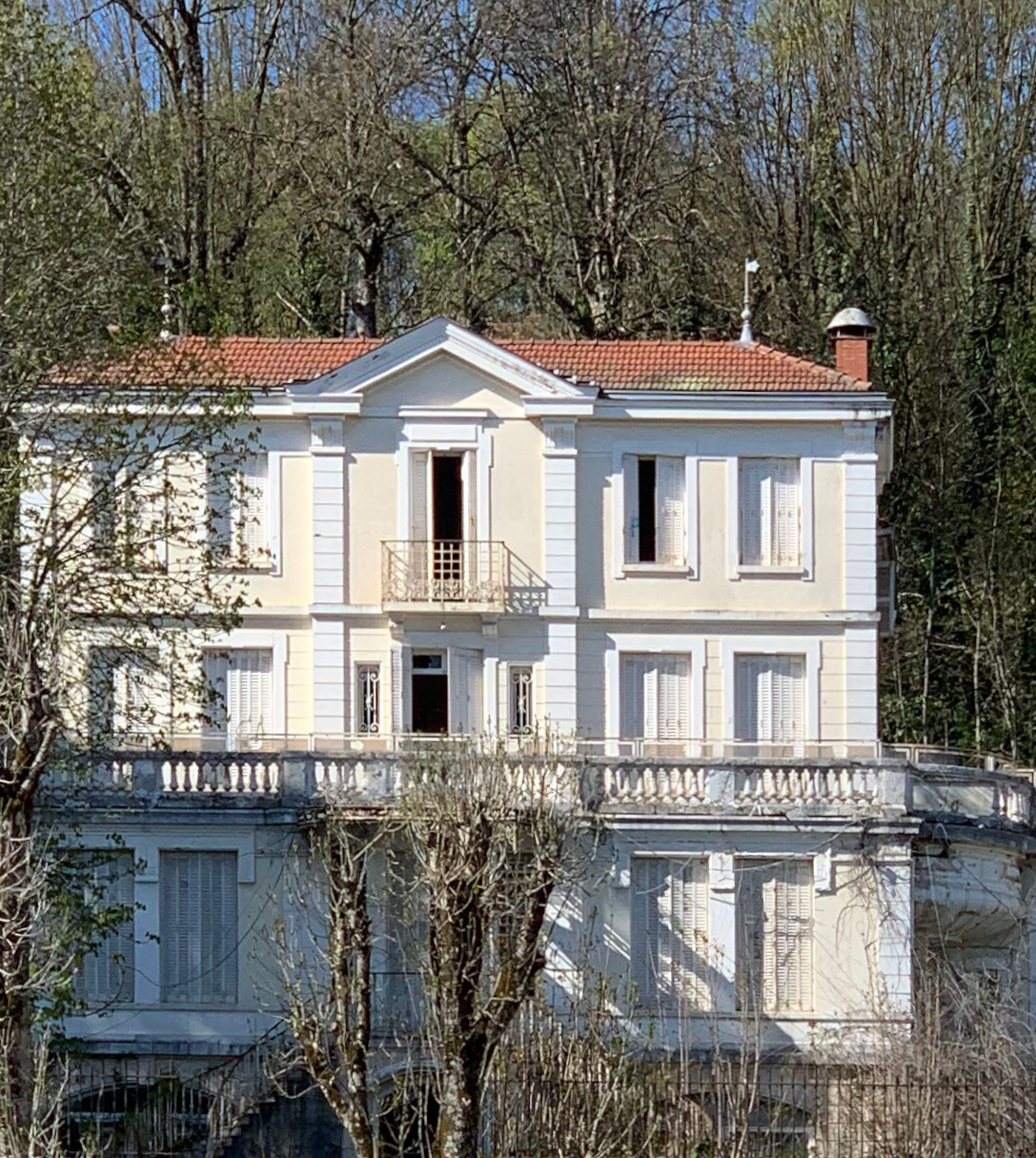
Schloss Bellevue
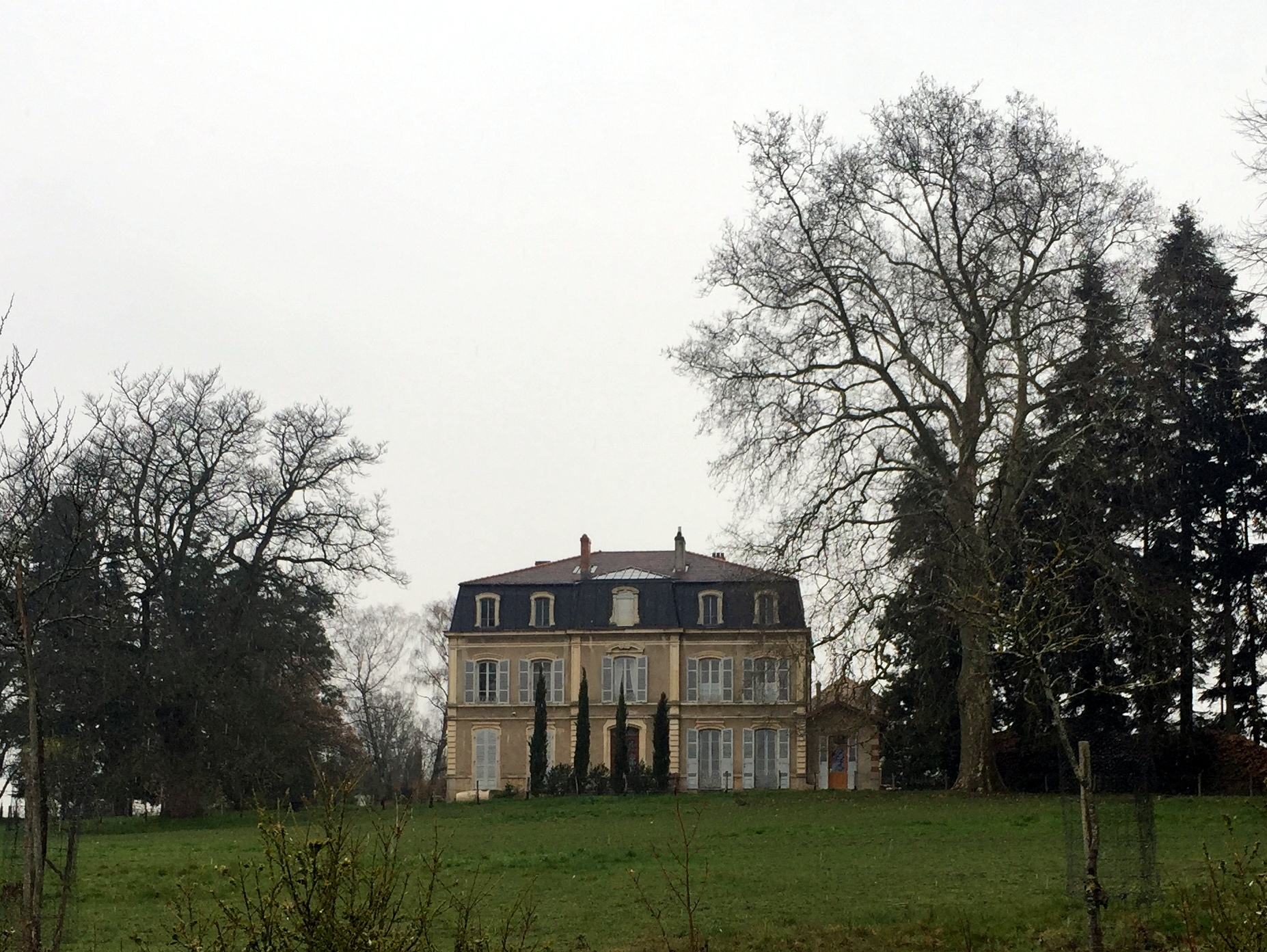
Schloss Romanèche
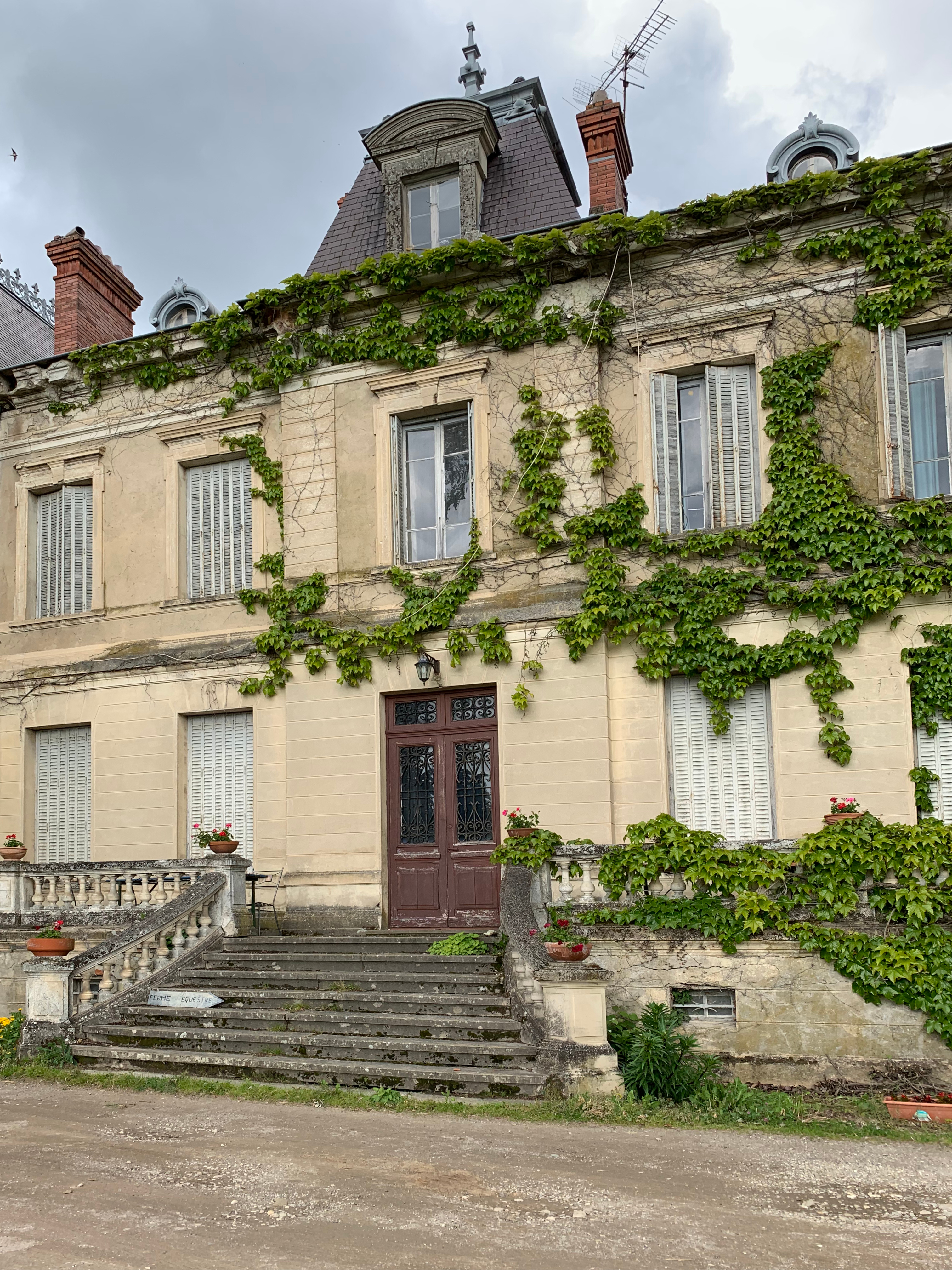
Schloss Sepey

## Städtepartnerschaft
Es besteht eine Städtepartnerschaft mit Ostfildern in Baden-Württemberg.